# Mas de Miravall
El Mas de Miravall és una obra de Juneda (Garrigues) inclosa a l'Inventari del Patrimoni Arquitectònic de Catalunya.

## Descripció
És un conjunt d'edificacions de pedra irregular i argamassa amb obertures i cantonades remarcades per gruixudes llindes i blocs de pedra ben treballats. Tot i que la seva funcionalitat primària s'ha modificat, mantenen l'estructura rural i de caràcter agrícola a la que des de bon començament estaven destinades. El nucli central és l'habitatge: edifici de planta baixa i dos pisos amb porxo sota arcades de mig punt i portal amb llinda que acredita l'escut de l'abadia de Montserrat i la data 1763. És cobert a dues aigües amb teula àrab. El pis superior era la casa principal i l'inferior la dels massovers. Annex a ell i cap a l'esquerra hi ha una capella, ara dedicada a la Verge Maria. Continua un grup d'edificacions adossades a la capella, abans destinades als jornalers i ara, magatzem. A la dreta de la casa nucli, hi ha les construccions més restaurades destinades a allotjar les activitats dels grups de colònies. Cal remarcar que tot el conjunt segueix un criteri unitari: pedra als murs i teules a la coberta.

## Història
Era un antic latifundi d'aproximadament 2900 jornals de terra quan al segle xviii pertanyia al monestir de Montserrat. Amb la desamortització de Mendizábal es va secularitzar. La família Carreras era la propietària de la finca l'any 1867. Més endavant es va dividir la propietat en dues parts: una anomenada Miravall, d'uns 1070 jornals que quedà per Josep Carreras, i l'altra l'Aranyó pel seu germà Joaquim. Actualment el casal només disposa de 36 jornals i n'és posseïdor el bisbat de Lleida. Ara, després d'efectuar-hi modificacions funciona com a casa de colònies, convivències, exercicis espirituals.